# هاينريش بارت
هاينريش بارث (16 فبراير 1821 - 25 نوفمبر 1865) باحث ومستكشف ألماني، يعتبر من أعظم المستكشفين الأوروبيين لأفريقيا بسبب بحوثاته العلمية وقدرته على التحدث والكتابة باللغة العربية وتعلم اللغات الأفريقية واسلوبه في توثيق المعلومات، حيث وثق بعناية تفاصيل الحضارات التي زارها. كان من أوائل الذين تعلموا استخدام التاريخ الشفهي للشعوب، وجمع الكثير من هذا التاريخ. أسس صداقات مع الحكام والعلماء الأفارقة خلال سنوات سفره الخمس (1850-1855). بعد وفاة إثنين من مرافقيه الأوروبيين، أكمل رحلاته بمساعدة الأفارقة، وكتب ونشر كتابا من خمسة مجلدات لرحلاته باللغتين الإنجليزية والألمانية. لقد كان هاينريش بارث ثروة لا تقدر بثمن للعلماء في عصره ولا يزال حتى اليوم.

## السيرة
ولد بارت في هامبورغ في 16 فبراير 1821، وتعلم في جامعة برلين، حيث تخرج عام 1844. وكان في وقت سابق قد زار إيطاليا وصقلية وخطط للقيام برحلة عبر بلدان المتوسط، وبدأ رحلاته عام 1845 بعد دراسته العربية في لندن. شق طريقه من طنجة عبر أراضي شمال أفريقيا، وزار مواقع المدن القديمة في الساحل البربري وبرقة، ثم رحل على طول النيل إلى وادي حلفا وعبر الصحراء إلى البرانس. وخلال رحلته في مصر هاجمه اللصوص وأصيب بجروح. ثم عبر سيناء وشق طريقه عبر فلسطين وسوريا وتركيا واليونان، وتفحص الآثار القديمة في كل مكان مر به. عاد على برلين عام 1847، وعمل هناك في منصب محاضر خارجي ولفترة من الزمن، وكان يحضر لنشر كتابه «رحلات عبر المناطق الساحلية في البحر المتوسط» Wanderungen durch die Küstenländer des Mittelmeeres والذي نشره عام 1849.
تم تعيين بارت برفقة فلكي بروسي يدعى أدولف أوفرفيغ، ليرافقوا العالم جيمس ريتشاردسون، وهو أحد مستكشفي الصحراء الكبرى والذي اختارته الحكومة البريطانية لإقامة العلاقات التجارية مع دول وسط وغرب بلاد السودان. وانطلق الفريق من طرابلس في بداية العام 1850، لكن موت ريتشاردسون (مارس 1851) وأوفرفيغ (سبتمبر 1852) جعل بارت وحيدا منذ بداية الحملة. وعاد إلى أوروبا في سبتمبر 1855، وكانت رحلته إحدى أكثر الرحلات أهمية من بين التي أجريت في دواخل أفريقيا. وبالإضافة إلى رحلاته عبر الصحراء، فقد عبر بارت الأقاليم من بحيرة تشاد وباجيمي في الشرق وحتى تمبكتو غربا والكاميرون جنوبا، وأقام طويلا في الإمارات والسلطنات القديمة في بورنو وكانو ونوبي وصكتو وغاندو وتمبكتو. ودرس بدقة جغرافيا وتاريخ وحضارة وموارد المناطق التي زارها. ونشرت قصة رحلاته بالإنكليزية والألمانية معا بعنوان «رحلات واستكشافات في شمال ووسط أفريقيا» (1857 – 1859 من خمس أجزاء). وكان به من الدقة والتنوع والمعلومات ما قل نظيره عن كتب عصره. وما زال يستخدم إلى اليوم كمصدر رئيسي حول البلدان التي تكلم عنها.
لم ينل بارت أي تكريم على خدماته من قبل الحكومة البريطانية سوى وضعه ضمن زمالة جامعة باث. عاد بارث على ألمانيا حيث حضّر لكتاب جامع لمفردات لغات غرب أفريقيا (1862 – 66). في عام 1858 قام برحلة أخرى إلى تركيا، وفي عام 1862 زار المناطق العثمانية في أوروبا. وفي السنة اللاحقة عين أستاذا للجغرافيا في جامعة برلين ورئيسا للجمعية الجغرافية. ومات بارت في برلين يوم 25 نوفمبر 1865 عن 44 عاما.

## روابط خارجية
- هاينريش بارت على موقع الموسوعة البريطانية (الإنجليزية)